# 1887 en philosophie
Chronologie de la philosophie
- 1883
- 1884
- 1885
- 1886
- 1887
- 1888
- 1889
- 1890
- 1891

L’année 1887 a été marquée, en philosophie, par les événements suivants :

## Publications
- Première publication de Généalogie de la morale - Un écrit polémique (Zur Genealogie der Moral. Eine Streitschrift), de Friedrich Nietzsche.

- Damaris Cudworth Masham : Briefwechsel zwischen Leibniz und Lady Masham. 1703-1705. In: Gottfried Wilhelm Leibniz: Philosophische Schriften (Weidmannsche Buchhandlung, Berlin 1887), vol. 3, p. 331-375. [Leibniz writes in French, Lady Masham answers in English. Volume online.]

## Décès
- 18 novembre : Gustav Fechner, philosophe et psychologue allemand, né en 1801.